# NGC 41
NGC 41 és una galàxia espiral a la constel·lació del Pegàs.
Va ser descoberta el 30 d'octubre del 1864 per Albert Marth.